# Blood Sugar Sex Magik
„Blood Sugar Sex Magik“ е пети студиен албум на американската фънк рок група Ред Хот Чили Пепърс, издаден на 24 септември 1991. Албумът се отличава от предшественика си, Mother's Milk, с малката употреба на метъл рифове, наблягайки на установеното от Хилел Словак пънк и фънк звучене с по-голяма мелодичност. Албумът е първият продуциран от Рик Рубин.

## Предистория
През септември 1989 година Ред Хот Чили Пепърс тръгват на едногодишно турне Mother's Milk, по време, на което популярността на групата нараства. Междувременно албумът успява да влезе в класацията на Billboard, достигайки 52 позиция, което е най-доброто постижение на групата дотогава. Турнето обхваща територията на САЩ, Европа и за първи път Япония. Албумът е удостоен със златен статут (над 500 000 продадени копия) на 29 март 1990 г. По същото време договорът на Ред Хот Чили Пепърс с EMI изтича. Групата не е доволна от отношението на компанията, обвинявайки я частично за неуспеха на предишните албуми. Най-сериозни кандидати за подписа на групата са Сони Мюзик и Уорнър Брадърс. Групата подписва с Уорнър Брадърс, благодарение на личността на Мо Остин, чиято компанията издава албумите на идола на групата, Джими Хендрикс.

## Запис
За продуцент на новия албум Ред Хот Чили Пепърс се спират на Рик Рубин, който им е известен с продуцираните от него Бийсти Бойс. Той е желан за продуцент на групата още по време на записите на The Uplift Mofo Party Plan, но проблемите на Ред Хот Чили Пепърс с наркотиците тогава отблъскват продуцента. Рубин често гостува в дома на Антъни Кийдис, с когото споделя мнението си за текстовете на песните. Именно той е човекът, който насърчава Кийдис да покаже текста на Under the Bridge на останалите в групата. Идея за мелодия към песента идва от Джон Фрушанте, който също редовно гостува в дома на Кийдис. В хора, който се чува в песента, присъства и майката на Джон, която също е певица. По същото време дуото създава и другата балада в албума, I Could Have Lied. За записите Рик Рубин наема имение в квартала The Valley, Лос Анджелис. Имението е известно с твърденията, че е обитавано от духове и поради тези слухове Чад Смит отказва да нощува в него. По този начин той, по думите на Антъни Кийдис, става единствената връзка на групата с цивилизацията. Групата наема оператора Гари Боудън, за да заснеме процеса на записи, чийто видео продукт е издаден през 2000 година на DVD със заглавието Funky Monks. Антъни Кийдис, Джон Фрушанте и Флий не излизат от имението през 30 дни на записи, като редовен посетител им е актьорът Ривър Финикс. Групата черпи вдъхновение от слушане предимно на записи на Лед Зепелин и Блек Сабат. Песента Give it Away е една от песните, които се раждат след конструктивен джем в студиото, противно на баладите в албума, които са написани след консултации между Кийдис и Фрушанте извън студиото. В нея е включен главният риф на песента Sweet Leaf на Блек Сабат от албума Master of Reality издаден през 1971 година. Други песни са записани на живо, една от които е кавърът на Робърт Джонсън, They're Red Hot, която е изпълнена на един близък до имението хълм и в нея могат да се чуят преминаващите коли. Идеята за заглавие на албума е предложена от продуцента Рик Рубин, който е категоричен, че трябва да се казва Blood Sugar Sex Magik, по едноименната песен в него. В последвалите месеци Антъни Кийдис, Флий и Джон Фрушанте изпитват трудности в адаптиране към външия свят, като този период е най-труден за Джон. Същият период бележи началото на отчуждаването на китариста от групата, което довежда до напускането му през май 1992. Клипът към първия сингъл Give it Away е заснет в пустинята, като режисьор на клипа е французинът Стефан Седнауи.

## Приемане
Blood Sugar Sex Magik е издаден на 24 септември 1991. Удар върху самочувствието на Ред Хот Чили Пепърс е реакцията на едно тексаско радио, което казва на издателите „да им пратят песен, в която има истинска мелодия“. Впоследствие песента се налага бавно по радиостанциите. Два месеца след издаването си, албума е сертифициран със златен статут на 26 ноември 1991. Месец по-късно на 4 януари 1992 е сертифициран с платинен статут и само 8 месеца по-късно – с тройно платинен (над 3 милиона продадени копия). На 2 април 2001, 10 години след издаването, Blood Sugar Sex Magik е сертифициран седем пъти платинен. До днешен ден в световен мащаб албумът е продал над 12 милиона копия, правейки го вторият по продажби албум на Ред Хот Чили Пепърс след Californication.
В статия за списание „Ролинг Стоун“, критикът Том Муун възхвалява продуцента Рик Рубин за отношението към групата, която не натоварва слушателя с тежки метъл рифове. Според Стив Хюи, от AllMusic Guide Blood Sugar Sex Magik е вероятно най-добрият албум, на който са способни Ред Хот Чили Пепърс. Девън Пауърс, от PopMatters, хвали универсалността на Blood Sugar Sex Magik към слушатели от всички раси, подчертавайки смесицата от блус, фънк, хардрок.

## Състав
- Антъни Кийдис – вокали
- Джон Фрушанте – китара, беквокали
- Флий – бас китара, беквокали
- Чад Смит – барабани, перкусии
- Рик Рубин – продуцент
- Гюс Ван Сант – фотографии
- Брендън О'Брайън – клавишни, звуков инженер